# Барковський Микола Никифорович
Микола Никифорович Барковський (біл. Мікалай Нічыпаравіч Баркоўскі; нар. 11 березня 1944, Мінськ) — білоруський музикант, гобоїст, Заслужений артист Білорусі (1984).

## Біографія
Закінчив Білоруську консерваторію (1968). З 1966 р. соліст оркестру Державного театру опери та балету Білорусі. Виконує соло в оперних і балетних виставах («Князь Ігор» О. Бородіна, «Аїда» Дж. Верді, «Лебедине озеро» і «Спляча красуня» П. Чайковського, «Ромео і Джульєтта» С. Прокоф'єва та ін).